# 버마국
버마국(버마어: ဗမာ နိုင်ငံတော် 바마 누인응감타우, 일본어: ビルマ国)은 1942년 일본이 제2차 세계 대전 중 미얀마를 점령하는 동안 일본 제국이 만든 전시 괴뢰국이다. 1943년부터 1945년까지 존재했으며, 대동아공영권을 이루는 국가 중 하나였다.